# Peter Gilmore
Peter Gilmore (Lipcse, Német Birodalom, 1931. augusztus 25. – London, 2013. február 3.) angol színész. Legismertebb szerepe Az Onedin család című BBC-sorozatban James Onedin szerepe volt. Szerepelt a Folytassa…. sorozat több részében is. A Warlords of Atlantis című filmben is főszerepet játszott. A Ki vagy, doki? című angol sorozatban is emlékezeteset alakított.

## Magánélete
Németországban született, Lipcsében. Hatéves korában költöztek vissza az Egyesült Királyságba. 14 évesen abbahagyta az iskolát, hogy a Royal Academy of Dramatic Art (RADA) főiskolán színészetet tanulhasson. Később a The George Mitchell Singers együttes énekese volt.
Háromszor nősült, mindhárom felesége angol színésznő volt. Első felesége 1958–1969 között) Una Stubbs (*1937) volt, a második 1970–1976 között Jan Waters (*1937). Végül 1987-ben – tíz évi együttélés után – Anne Stallybrass (1938–2021) színésznőt vette el, aki Az Onedin család című sorozatban is a feleségét játszotta, és aki Gilmore haláláig vele maradt.

## Szerepei

### A Folytassa…. sorozatban
- Folytassa, taxisofőr! (Carry on Cabby) – (1963)/  Dancy
- Folytassa, Jack! (Carry on Jack) – (1963)/  Patch, a kalózkapitány. Korábbi nevén Roger.
- Folytassa, Kleo! (Carry on Cleo) – (1964) / Hajóskapitány
- Folytassa, cowboy! (Carry on Cowboy) – (1966) / Curly
- Folytassa, forradalmár! (Don’t Lose Your Head) – (1966) / Robespierre polgártárs
- Folytassa az idegenlégióban! (Follow That Camel) – (1967) /  Humphrey Bagshaw kapitány
- Folytassa, doktor! (Carry on Doctor) – (1967) / Henry
- Folytassa a Khyber-szorosban! (Carry On… Up the Khyber) – (1968) / Ginger Hale közlegény
- Folytassa újra, doktor! (Carry on Again Doctor) –  (1969) / Henry
- Folytassa, Henry! (Carry on Henry) – (1971) / Francis, a francia király
- Folytassa, Kolumbusz! (Carry on Columbus) – (1992) / A Kanári-szigetek kormányzója